# Bitter (smaak)

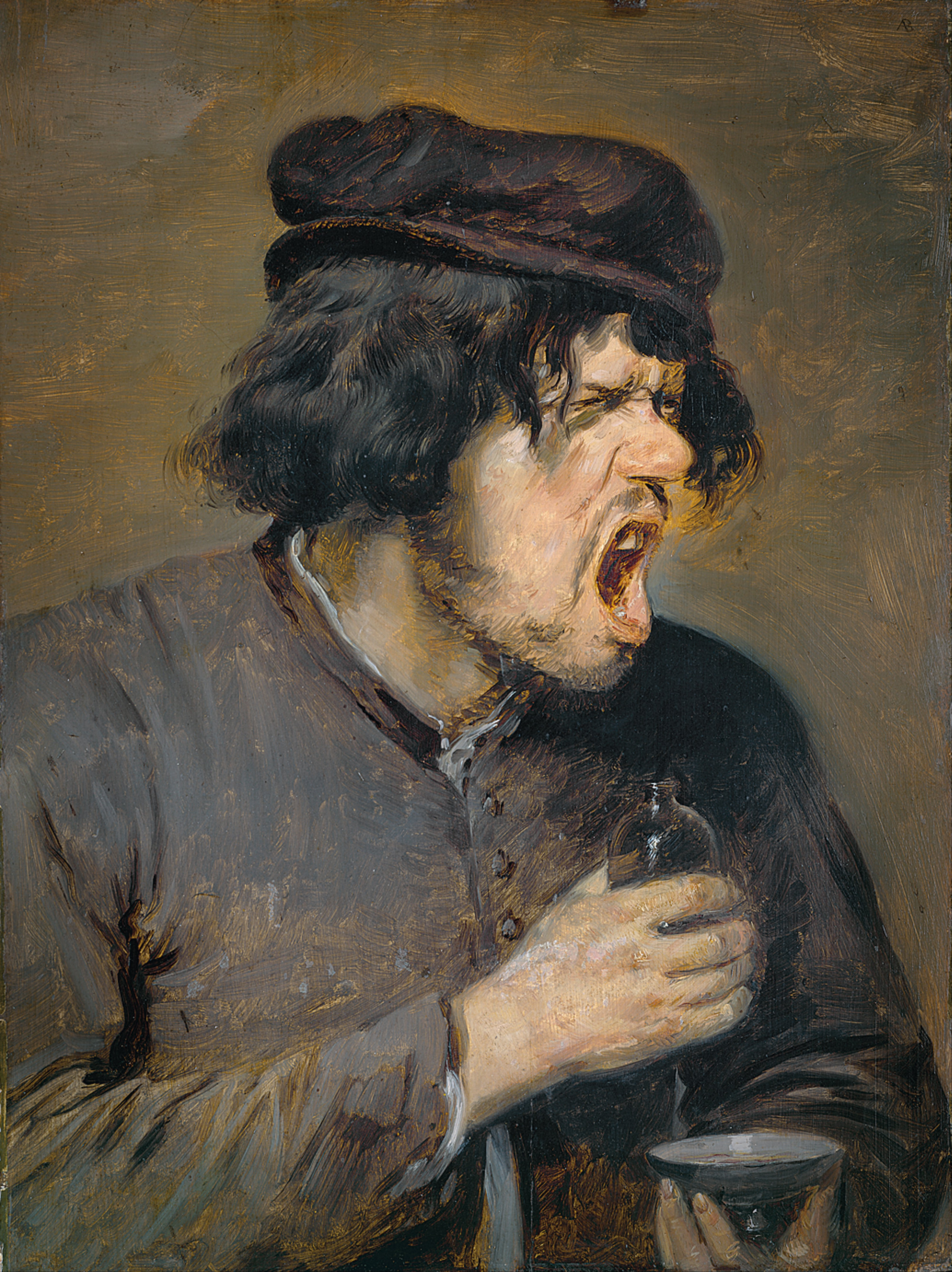
Adriaen Brouwer: De bittere drank, ca. 1630–1640

Bitter is naast zoet, zuur, zout en umami, een van de vijf basissmaken die door de tong waargenomen kunnen worden. In tegenstelling tot wat eeuwenlang werd aangenomen is het niet zo dat iedere smaak op een afzonderlijke plek wordt ervaren.
Een bittere smaak wordt waargenomen via de T2R-receptoren, de smaakreceptoren die verantwoordelijk zijn voor de waarneming van een bittere stof. Veel mensen vinden een bittere smaak onplezierig. Vooral kinderen vinden een bittere smaak vaak niet lekker.
Biologen denken dat bitter beleefd wordt als een onplezierige smaak om vergiftiging te voorkomen (veel alkaloïden, waarvan er vele een toxisch of farmacologisch effect hebben, smaken bitter). Andere planten gingen ook bitter smakende stoffen aanmaken als afweermechanisme. In de loop van de tijd heeft de mens deze planten echter toch leren eten, door kennisoverdracht van generatie op generatie.
De bitterste substantie nu bekend is het synthetische denatoniumbenzoaat, dat in 1958 ontdekt is. Het is een witte geurloze vaste stof die gebruikt wordt als een additief dat een toevallige inname van giftige stoffen tegengaat.
Er is een genetische variatie in de perceptie van (bittere) smaak, zo smaakt fenylthiocarbamide voor de meeste mensen zeer bitter terwijl het voor anderen haast zonder smaak is.
De bitterheid van bier wordt aangegeven op de IBU-schaal.